# Martin Zeiler

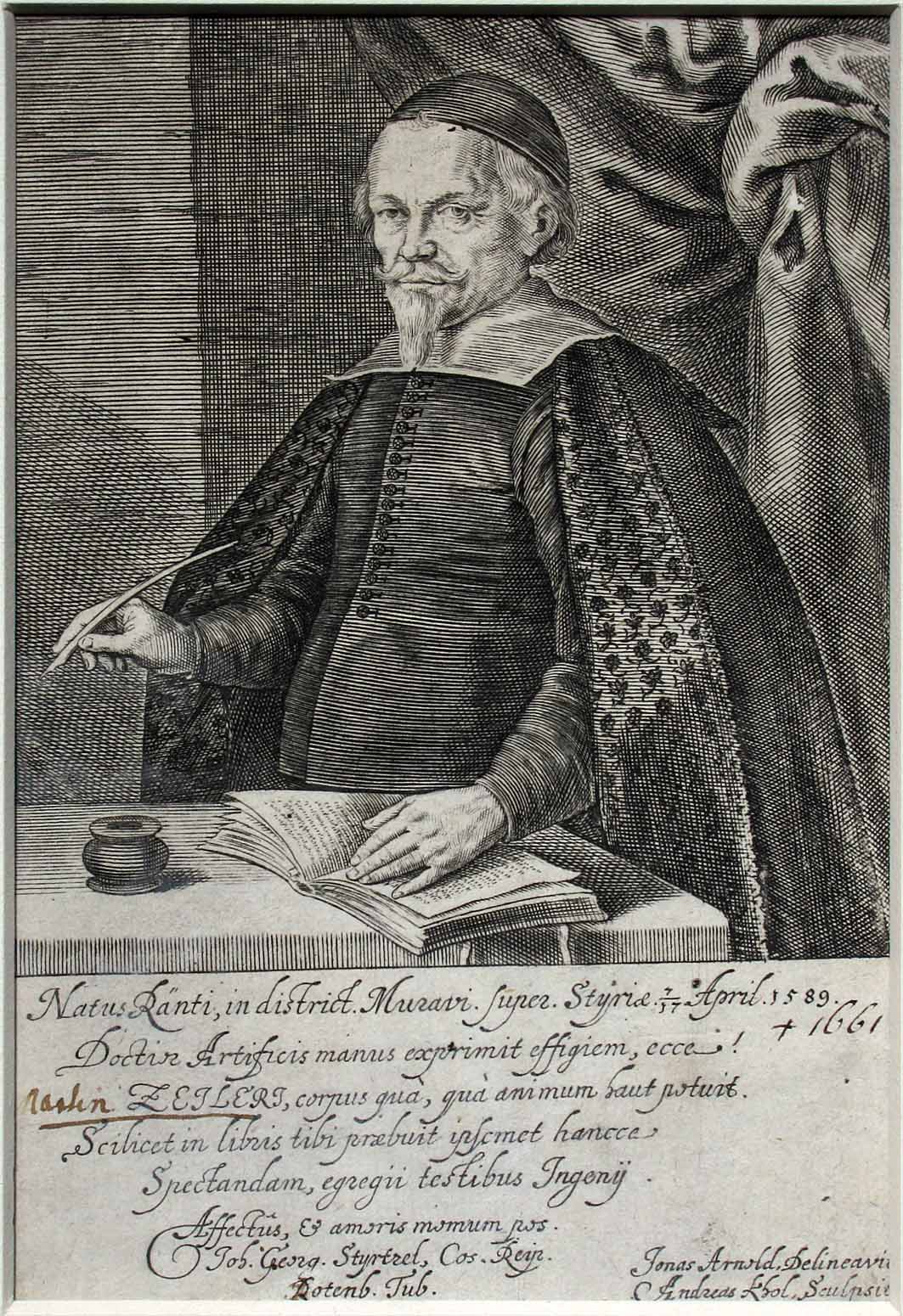
Martin Zeiler

Martin Zeiler (Ranten, Stiermarken, 17 april 1589 – Ulm, 6 oktober 1661) was een Duits protestants auteur uit de barokperiode.
Na de middelbare school in Ulm studeerde Zeiler – wiens vader als balling om religieuze redenen  uit Stiermarken verdreven was - vanaf 1608 in Wittenberg in de vakken geschiedenis en recht. Na zijn afstuderen werkte hij als leraar van de protestantse adel en als notaris in het Oostenrijkse Linz, waar hij toen ook woonde. Na 1629 woonde Zeiler in de stad Ulm, waar hij diverse functies had bij de school (met inbegrip van begeleider van de school in 1641 en inspecteur van Duitse scholen in 1643).
Zeiler is een typisch voorbeeld van een barokke polyhistoricus en schrijver. Hij heeft veel boeken geschreven (alleen al in de openbare bibliotheek van Ulm zijn 90 werken van hem aanwezig). Zijn bekendste werk, door zijn rol als auteur van de tekst, is het omvangrijke werk de Topographia Germaniae van Matthäus Merian der Ältere. De populaire auteur schreef ook reisgidsen en diverse encyclopedieën. Zijn ongehoorde literaire productiviteit werd volkomen erkend door zijn tijdgenoten.
De geboorteplaats van Zeiler in Ranten in Stiermarken kreeg in begin 1990 een Martin-Zeiller pad.